# ¡¡Buen día!!
¡¡Buen día!! es el primer álbum de estudio del grupo de rock argentino Intoxicados. Fue grabado y mezclado en Estudios Del Abasto entre los meses de julio y septiembre de 2001 por Álvaro Villagra y Claudio Romandini. Las canciones más destacadas son: «Se Fue Al Cielo», «Quieren Rock», «Religión», «Mi Inteligencia Intrapersonal» y «Viviendo con él».

## Lista de canciones
Todas las canciones escritas y compuestas por Cristian "Pity" Álvarez. 
| N.º | Título                          | Duración |  |
| 1.  | «Mi inteligencia intrapersonal» | 4:36     |  |
| 2.  | «Canta»                         | 4:04     |  |
| 3.  | «Raptado»                       | 4:40     |  |
| 4.  | «Se fue al cielo»               | 3:43     |  |
| 5.  | «Quieren rock»                  | 3:43     |  |
| 6.  | «Viviendo con él»               | 5:20     |  |
| 7.  | «Yo no fui»                     | 3:14     |  |
| 8.  | «Un gran camping»               | 3:52     |  |
| 9.  | «Religión»                      | 3:58     |  |
| 10. | «La hija del diablo»            | 5:58     |  |
| 11. | «Como ganado» (con Luis Alfa)   | 6:50     |  |
| 12. | «El rey»                        | 10:36    |  |